# Arcediano de Écija
Fernando, Ferrán, Ferrand o Ferrant Martínez, conocido por su cargo de arcediano de Écija, fue un clérigo español del siglo XIV, uno de los más importantes predicadores antisemitas. Se hizo enormemente popular por sus sermones y predicaciones en los que insistentemente excitaba el odio contra los judíos, a los que atribuía toda clase de vicios, y a través de ellos fue el mayor impulsor de la revuelta antijudía de 1391. A pesar de su cargo de arcediano en Écija, vivía en Sevilla, como vicario general de Pedro Gómez Barroso Albornoz (el primer cardenal-arzobispo de Sevilla, sobrino del también cardenal y arzobispo Gil de Albornoz).

## Inicio de su campaña antijudía: 1376-1390
Ferrán Martínez se atribuyó la jurisdicción sobre los judíos de la archidiócesis sevillana, y emprendió una campaña contra ellos con el argumento de que los cristianos no debían tolerar la presencia de judíos entre ellos. Exigió a las autoridades de algunas localidades (como Alcalá de Guadaíra y Écija) que los expulsaran.
La comunidad judía de Sevilla, la más rica y numerosa de la Corona de Castilla, pidió protección al rey Enrique II de Castilla. Éste mandó al arcediano, mediante carta fechada el 25 de agosto de 1378, no entrometerse en el futuro en asuntos de sus súbditos judíos; no incitar al pueblo contra ellos y abstenerse de reclamar jurisdicción sobre ellos. También se indicaba que los funcionarios del rey, tanto en Sevilla como en otros lugares, debían proteger a los judíos. La queja se repitió cuatro años después, en este caso al rey Juan I de Castilla, que en su carta fechada el 3 de marzo de 1382 reprende severamente a Ferrán Martínez; lo que repitió meses después el 25 de agosto de 1383, en un edicto que ordenaba al arcediano desistir de su actitud bajo pena de severos castigos.
El 11 de febrero de 1383 la comunidad judía de Sevilla, representada por el pañero Judah Aben Abraham y con varios testigos, denunció al arcediano ante los alcaldes mayores Ferrán González y Ruy Pérez. Ferrán Martínez declaró por escrito ocho días después, en el sentido de que seguiría predicando como hasta entonces, puesto que todo lo había hecho con la autorización del arzobispo y en beneficio de la Iglesia y el rey. Añadía que los judíos le habían intentado sobornar con la exorbitante cantidad de 10 000 doblones para que resolviera un caso importante en su favor. El cabildo catedralicio intervino enviando dos de sus miembros al rey, al que advirtieron que la justicia civil no tenía jurisdicción sobre el arcediano, sino sólo la eclesiástica; y argumentando que la seguridad de los judíos no estaba en peligro.
Leonor de Aragón, que tenía como confesor al propio Ferrán Martínez, consiguió inclinar el favor del rey en beneficio del clérigo. Declaró que el asunto no requería tomar una decisión precipitada, que el celo del arcediano era digno de elogio y que los judíos, que gozaban de su protección, no debían ser maltratados.
El arzobispo Barroso reunió una comisión de teólogos y expertos en derecho canónico, ante la que llamó a declarar a Ferrán Martínez. Éste se negó a acudir, por lo que se le prohibió ejercer sus funciones eclesiásticas y tomar ningún tipo de decisiones judiciales, bajo pena de excomunión.

## Su periodo de máximo poder: 1390-1391
En 1390, en un intervalo de tres meses, murieron tanto el rey como el arzobispo. El nuevo rey, Enrique III de Castilla, tenía sólo once años, con lo que tuvo que ejercerse la regencia por su madre. El cabildo catedralicio nombró a Ferrán Martínez vicario general. Fortalecido de tal manera, emitió el 8 de diciembre de 1390 una orden a todos los párrocos de su diócesis, bajo pena de excomunión, con instrucciones para destruir todas la sinagogas existentes en sus parroquias y enviar a Sevilla todos los candelabros rituales, libros en hebreo y rollos de la Ley que se encontraran en ellas. Los primeros en obedecer fueron los de Écija y Alcalá de Guadaira, a las que siguieron otras localidades.
Los judíos sevillanos volvieron a quejarse al rey el 15 de diciembre de 1390. Este envió una carta al cabildo catedralicio días después, haciendo a sus miembros responsables de todos los daños que habían sufrido los judíos, y mandándoles reconstruir o reparar a sus propias expensas las sinagogas destruidas o dañadas. También les daba órdenes estrictas de deponer a Ferrán Martínez de sus cargos y enviarlo a donde no pudiera hacer más daño. Aunque el cabildo parecía dispuesto a obedecer al rey, el arcediano, todavía máxima autoridad del arzobispado, se impuso con el argumento de que en materia eclesiástica no estaban sujetos al rey, ni podía exigirles la reconstrucción de las sinagogas. Su posición tenía el respaldo del pueblo de Sevilla.
En marzo de 1391 se produjo el primer levantamiento antijudío, con varias muertes; aunque la revuelta más importante ocurrió varios meses después, el 6 de junio, cuando la judería de Sevilla fue asaltada y miles de judíos fueron asesinados u obligados a convertirse al cristianismo. Los protagonistas del tumulto, seguidores de Ferrán Martínez, eran conocidos como matadores de judíos. El movimiento se extendió por toda la Corona de Castilla y por la de Aragón.

## Caída en desgracia y últimos años
La sede arzobispal sevillana estuvo vacante hasta 1394. Con un nuevo arzobispo en el cargo (Gonzalo de Mena y Roelas) y con el rey Enrique III ya en ejercicio pleno de su cargo (desde el 2 de agosto de 1393, con trece años), Ferrán Martínez fue encarcelado en 1395, pero pronto fue puesto en libertad.
Antes de morir, cedió toda su fortuna al Hospital de Santa Marta de Sevilla, que él mismo había fundado. Se le veneró popularmente como santo.